# Saurolophini
Saurolophini es una tribu extinta de dinosaurios ornitópodos hadrosáuridos que vivieron durante el Cretácico tardío (hace aproximadamente 75.5 y 66 millones de años, entre el Campaniense y Maastrichtiense), en lo que actualmente es Asia, Norteamérica y Sudamérica.

## Descripción

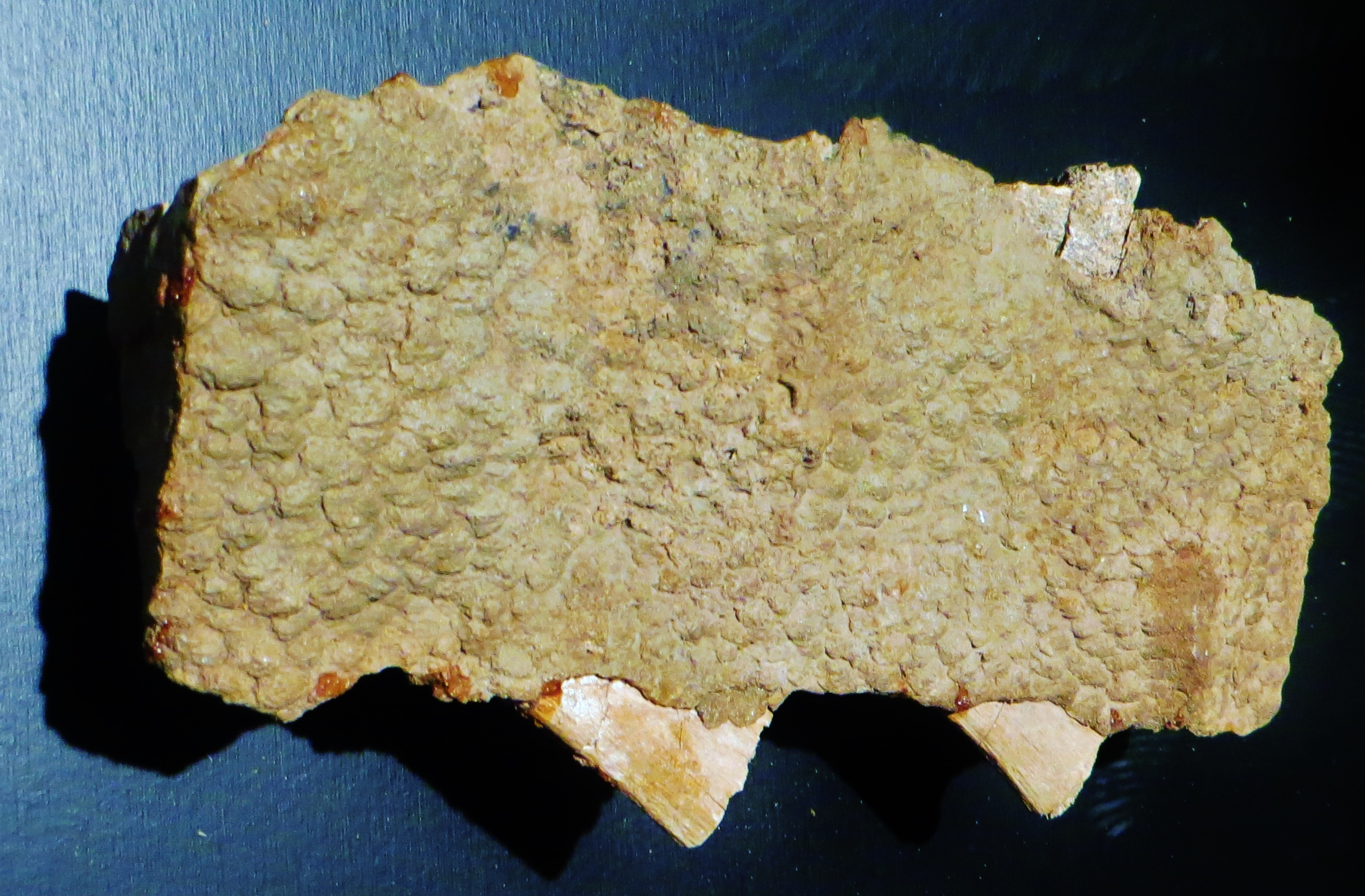
Piel fosilizada de S. angustirostris

Saurolophini es uno de los cuatro taxones a nivel tribu nombrado y definido dentro de la subfamilia Saurolophinae. Se caracterizan por poseer un premaxilar plano y ancho y una cresta tubular que sobresale del cráneo la cual conforma su hueso nasal, esta última puede variar de tamaño y forma entre los géneros de la tribu.
Michael Brett-Surman otorgó la primera diagnosis a esta tribu (refiriéndolo a la subfamilia Hadrosaurinae y no a Saurolophinae) de la siguiente manera: "Borde anterior de los premaxilares no reflejado; los huesos nasales se expandieron en una estructura sólida similar a una cresta parecida a un pico; el hueso ilíaco y el pubis tienen mayor similitud  en forma a la tribu Corythosaurini (ahora Lambeosaurini) a diferencia de otros hadrosaurinos; extremidades proporcionalmente más largas y más robustas que en otros hadrosaurinos".
Albert Prieto-Márquez y compañía actualizaron la diagnosis en 2015 de la siguiente manera: "Hadrosáuridos saurolofinos que poseen premaxilar con el borde arqueado amplio de la región rostrolateral del margen oral evertido delgado (convergente en Gryposaurus latidens); procesos medial y lateral de premaxilar ligeramente convergentes caudalmente; abertura estrecha y estrecha ossis nasi; prefrontal incluido en la fosa circunscrita; cuadrado con muesca cuadratojugal asimétrica y ampliamente arqueada; margen estrecho dorsal de la fenestra infratemporal (en adultos grandes); rama dentaria con prominente convexidad ventral rostral al proceso coronoide (convergente en Edmontosaurus); dentario con la superficie oclusal plana, superficie oclusal inclinada escarpada de la batería dental".

## Historia
El nombre de taxón Edmontosaurini se utilizó por primera vez en la tesis doctoral de Brett-Surman, en 1989. Sin embargo, este taxon no era frecuentemente visto o usado en los artículos que tuvieran relación con el grupo, y en su lugar se presentaba como "clado Saurolophus-Prosaurolophus".
En 2015, Prieto-Márquez y su equipo de trabajo definen a Saurolophini como: El clado que comprende a los hadrosáuridos saurolofinos más relacionados con Saurolophus osborni (Brown, 1912) que con Kritosaurus navajovius (Brown, 1910), Edmontosaurus regalis (Lambe, 1917), Brachylophosaurus canadensis (Sternberg, 1953), o Lambeosaurus lambei (Parks, 1923).

## Galería

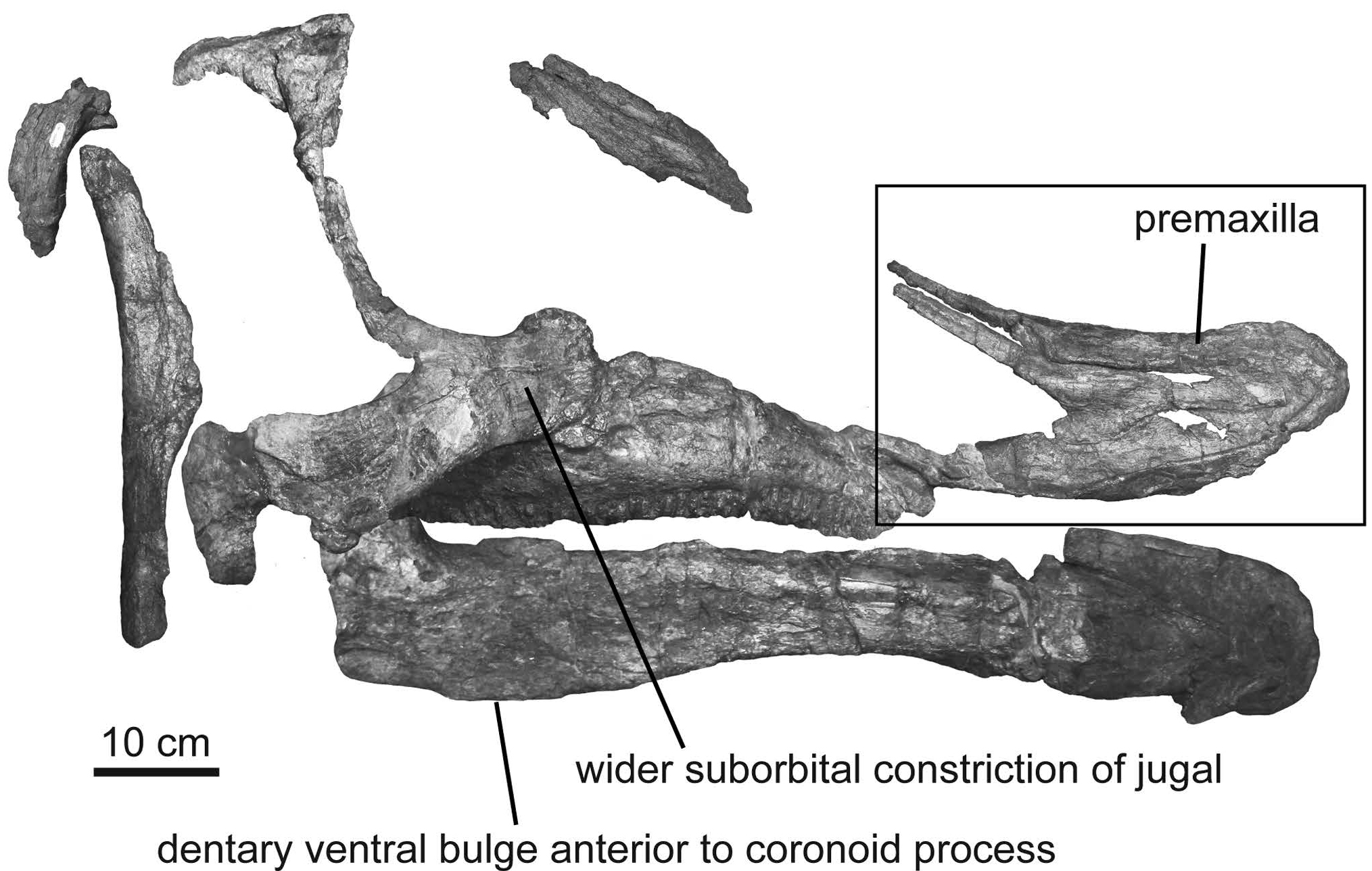
LACM/CIT 2852, holotipo de Augustynolophus morrisi.
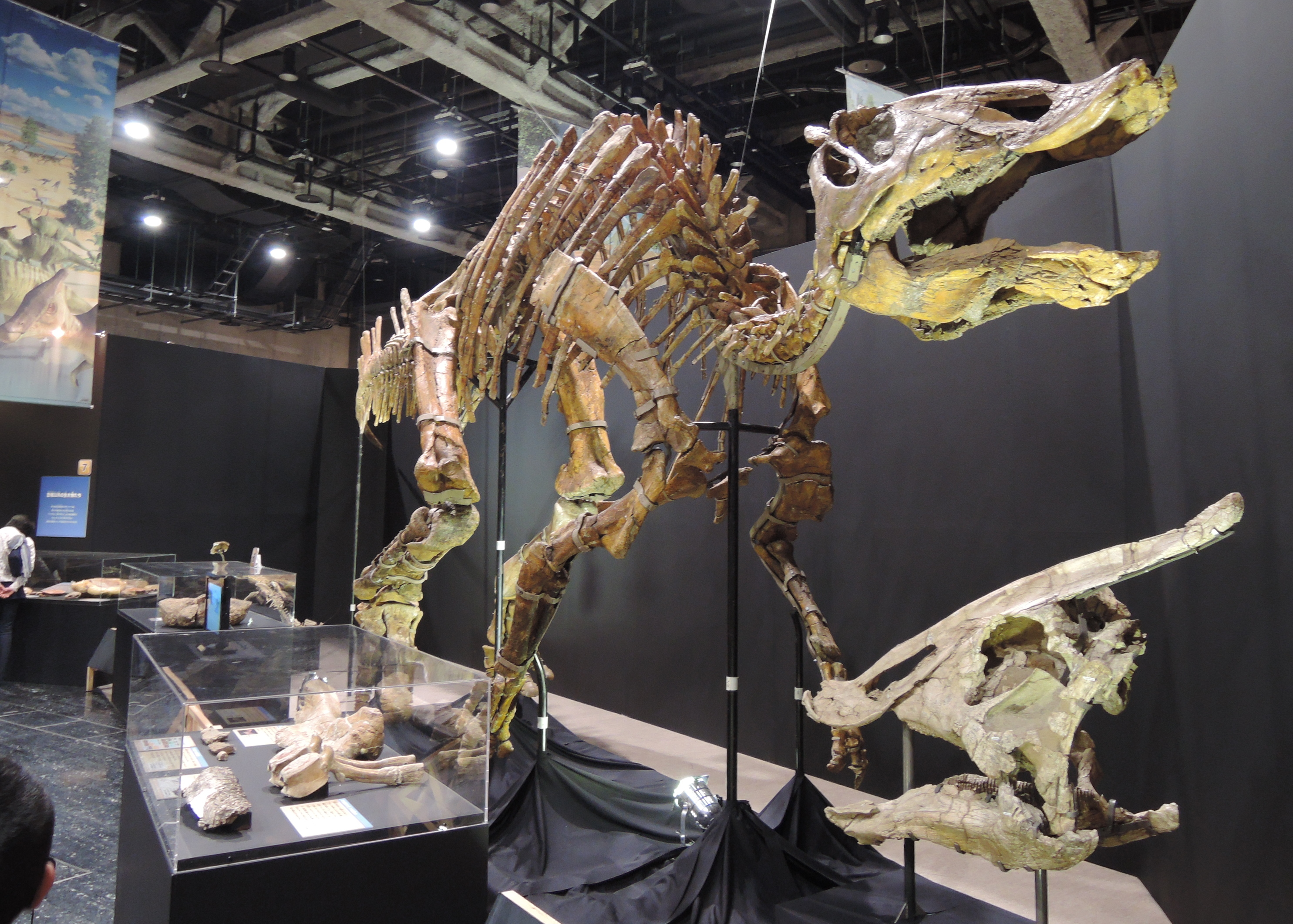
Esqueleto en exhibición de Saurolophus
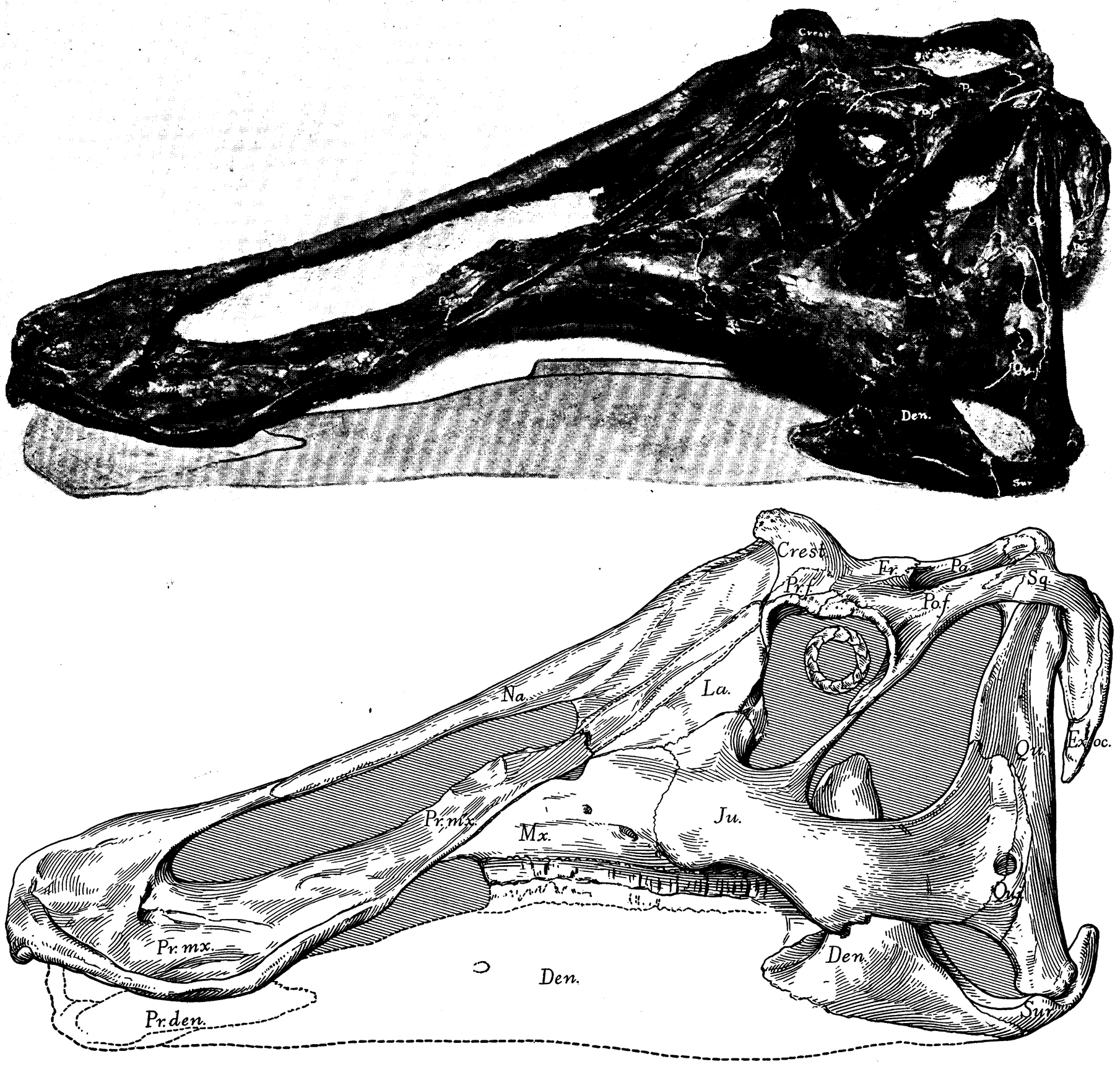
AMNH 5836, holotipo de Prosaurolophus maximus.